# Bushido Blade 2
Bushido Blade 2 (яп. ブシドーブレード弐 бусидо бурэдо цу, «Клинок бусидо 2») — компьютерная игра в жанре файтинг, разработанная студией LightWeight для приставки PlayStation и выпущенная в 1998 году компанией Square. Изначально вышедшая на территории Японии, несколькими месяцами спустя при содействии издателя Square Electronic Arts появилась в Северной Америке. В 2007 году игра была переиздана в составе серии Legendary Hits, а в 2008-м — её загрузили в раздел PSOne Classics сетевого магазина PlayStation Store. Представляет собой прямое продолжение игры Bushido Blade, название отсылается к кодексу поведения самураев бусидо.

## Геймплей
Геймплей по сравнению с предыдущей частью не претерпел практически никаких изменений, хотя некоторые элементы были несколько модернизированы. Сюжетный режим из большого протяжённого уровня превратился в набор отдельных сражений, каждое из которых разворачивается на отдельной карте. Игрок выбирает персонажа из двух противостоящих друг другу школ и сражается с противниками, используя разнообразные мечи и древковое оружие. Два персонажа, Цубамэ и Катдзэ, уникальны, в бою они орудуют пистолетами — хотя в действительности это обстоятельство не даёт им большого преимущества, так как рукопашные бойцы могут отражать направленные в них выстрелы.

## Сюжет
Завязка сюжета Bushido Blade 2 берёт начало в XIII веке на острове Коносима, где расположены два феодальных клана, Канами и Суэ, подчиняющиеся одному даймё. Долгое время они сосуществовали в мире и согласии, пока по землям Японии не пронеслась кровопролитная война — первый из кланов присоединился к другому землевладельцу, тогда как второй принял решение оставаться с прежним хозяином до самого конца. На этой почве между ними развязалась борьба, продолжавшаяся в течение 800 лет до момента начала игры. Выбранный персонаж должен разыскать священный меч Югири и уничтожить с его помощью враждебный клан, побеждая одного за другим всех представителей противоположной стороны.

## Отзывы
| Сводный рейтинг    | Сводный рейтинг |
| Агрегатор          | Оценка          |
| ------------------ | --------------- |
| GameRankings       | 77,45 %         |
| Иноязычные издания |                 |
| Издание            | Оценка          |
| AllGame            | [ 4 ]           |
| EGM                | 6,83/10         |
| Game Informer      | 7,5/10          |
| GamePro            | [ 7 ]           |
| GameRevolution     | B+              |
| GameSpot           | 7,9/10          |
| IGN                | 7/10            |
| OPM                | [ 11 ]          |
| PSM                | [ 12 ]          |

На протяжении двух недель после релиза Bushido Blade 2 занимала лидирующую позицию японского игрового чарта среди всех остальных дисков для PlayStation. Начиная с момента выхода вплоть до 3 апреля 1998 года игра находилась на третьем месте в списке самых продаваемых игр Японии для всех консолей. В Северной Америке на неделе после релиза файтинг стал девятым среди самых продаваемых игр. Агрегатор рецензий Game Rankings на основании одиннадцати обзоров присвоил ему рейтинг в 77 %. Несмотря на относительный успех Bushido Blade 2, игра так и не получила прямого продолжения — причиной этого послужили разногласия, возникшие между разработчиками LightWeight и издающей компанией Square. Тем не менее, многие идеи были продолжены в независимой серии Kengo, где использован тот же физический движок.